# Медицински факултет Војномедицинске академије Универзитета одбране у Београду
Медицински факултет Војномедицинске академије (или Медицински факултет ВМА, скраћено МФ ВМА) је високообразовна и научноистраживачка установа у области медицине, основана 2009. године, као јединствена установа у Србији и региону по томе што обједињује медицински и војни позив. У њој се на најсавременији начин примењују свеобухватни приступ и сазнања из области медицине стоматологије и фармације, кроз организацију и реализацију школовања у систему одбране.
Медицински факултет ВМА настао је паралелно са оснивањем Универзитета одбране у Београду, 2011. године, када је Висока школа ВМА прерасла у Медицински факултет ВМА, као једна од организационих јединица Универзитета одбране у Београду. Рад Факултета акредитован је и у потпуности усклађен са високим образовањем у Републици Србији.

## Историја
Војномедицинска академија у Београду је до доношења Закона о високом образовању Републике Србије из 1995. године, обављала је здравствене специјализације и субспецијализације из области медицине, стоматологије и фармације и последипломску наставу за стицање звања магистра и доктора наука.
У циљу усклађивања наставе медицине на ВМА са високим образовањем у Републици Србији, Министарство одбране је покренуло иницијативу за акредитацију студијских војно-образовних програма и формирање Универзитета одбране у Београду.
Након добијања акредитације и дозволе за рад 20.05.2009. године, интегрисане академске студије медицине у оквиру Високе школе ВМА уписала је прва класа кадета школске 2009/2010. године. Акредитацијом академских специјалистичких студија и академских докторских студија из области медицине, паралелно са оснивањем Универзитета одбране у Београду, 2011. године Висока школа ВМА прерасла је у Медицински факултет ВМА, као организациона јединица Универзитета одбране.

## Основна делатност
Основну образовно-васпитну функцију МФ ВМА реализује у складу са основним стандардима и нормама у образовном систему Републике Србије кроз следеће делатности Факултета:
1. Студијски програм интегрисаних академских студија за доктора медицине (студије трају шест година - 12 семестара, и имају обим студија од 360 ЕСПБ)
2. Специјалистичке академске студије, које у акредитоване из следећих области:
- Трауматологије
- Фармакокинетике и биоеквивалентних лекова.
- Медицинске токсикологије.
- Рационалне фармакотерапије.

3. Специјализације (субспецијализације) из области медицине, стоматологије и фармације.

| Област        | Назив специјализације и трајање школовања у годинама |
| ------------- | --- |
| Медицина      | - Анестезиологија са реаниматологијом 4 • Дерматовенерологија 3 • Епидемиологија 3 • Ортопедија 5 - Физикална медицина и рехабилитација 4 • Грудна хирургија 5 • Хигијена 3 • Имунологија 3 - Интерна медицина 4 • Клиничка фармакологија 3 • Клиничка физиологија 3 • Радиологија 4 • Неурологија 4 - Максилофацијална хирургија 5 • Медицина рада 3 • Микробиологија са паразитологијом 3 • Неурохирургија 6 - Офталмологија 4 • Нуклеарна медицина 4 • Општа хирургија 5 • Општа медицина 3 • Заразне болести - Патологија 3 • Оториноларингологија 4 • Ваздухопловна медицина 3 • Пнеумофтизиологија 4 • Психијатрија 4 - Судска медицина 3 • Трансфузиологија 3 • Урологија 5 • Пластична и реконструктивна хирургија 5 |
| Стоматологија | - Болести зуба и ендодонција 3 • Максилофацијална хирургија 5 • Општа стоматологија 3 • Орална хирургија 3 - Ортопедија вилица 3 • Пародонтологија и орална медицина 3 • Превентивна и дечија стоматологија 3 - Стоматолошка протетика 3 |
| Фармација     | - Фармацеутска технологија 3 • Испитивање и контрола лекова 3 • Медицинска биохемија 3 - Санитарна хемија 3 • Токсиколошка хемија 3 |

4. Програм усавршавања током живота (курсеви, семинари, радионице, стручна и научна саветовања и других облици усавршавања).

## Докторске студије
Докторске академске студије медицине на овом факултету трају 3 године, са једним акредитованим студијским програмом под називом Биомедицина, са три модула наставе: 
- Неуронауке,
- Молекулска медицина
- Фармакологија и токсикологија.

Студијски програм носи 180 ЕСП бодова и акредитован је за 20 студената.
Школске 2012/2013. године уписана је прва генерација студената из грађанства. У прву годину уписани су студенти који су завршили медицински или неки од сродних факултета (фармацеутски, стоматолошки, ветеринарски, биолошки и сл.) уз претходно остварени обим студија од најмање 300 ЕСПБ бодова на дипломским академским студијама, односно 360 ЕСПБ бодова на интегрисаним академским студијама медицине.
У другу годину уписују се студенти који су положили све испите из прве године и стекли 60 ЕСПБ бодова, а у трећу годину студенти који су положили испите из предмета изборног подручја и стекли нових 60 ЕСПБ бодова.

## Организација
МФ ВМА непосредно руководи декан факултета у чему му помажу Савет факултета, Научно наставног веће и Одбори факултета и Комисија за обезбеђење квалитета.

### Декан и продекани
Декан
Декан МФ ВМА је орган пословођења факултета који се бира у складу са прописима о постављењу официра из реда редовних професора Факултета. Он је самосталан у обављању дужности из свог делокруга и за свој рад одговара министру одбране, начелнику Војномедицинске академије и Савету факултета. 
Продекани
Продекани Медицинског факултета Војномедицинске академије Универзитета одбране у Београду помажу декану у обављању послова из његове надлежности и организују и воде послове у одређеним областима из делатности Факултета за које их овласти декан, у складу са општим актима Универзитета и Факултета. 
Факултет има три продекана:
- Продекана за интегрисане академске студије медицине
- Продекана за академске специјалистичке и докторске студије медицине
- Продекана за научно-истраживачки рад и сарадњу

### Наставно научно веће и одбори
На основу Статута МФ ВМА, од 25. априла 2013, на факултету је формирано Научно наставно веће и четири одбора медицинског факултета. 
- Одбор за научноистраживачку делатност
- Одбор за специјалистичке академске и докторске студије
- Одбор за здравствене специјализације
- Одбор за наставни кадар

Наставно-научно веће МФ ВМА има 83 члана. Мандат чланова Већа траје четири године. Веће чине наставници, сарадници и истраживачи у научном звању на служби у Војномедицинској академији. Начелник ВМА је по функцији председник Наставно-научног већа.

### Катедре
Катедре су наставно-научне јединице Медицинског факултета Војномедицинске академије које чине сви наставници и сарадници сродних научних области односно студијских предмета из којих се настава обавља у оквиру Факултета. Да би била основана, катедра мора да има најмање пет наставника и сарадника. На предметима за које нема потребан број наставника, оснивају се заједничке катедре према међусобној сродности.
|    | Назив катедре                                               | Предмети у оквиру катедре |
| -- | ----------------------------------------------------------- | --- |
| 1  | Катедра за морфолошке науке                                 | - Анатомија • Хистологија и ембриологија • Патологија • Радиологија - Нуклеарна медицина • Судска медицина                                                       |
| 2  | Катедра за физику, биолошко-хемијске и општеобразовне науке | - Биологија са хуманом генетиком • Медицинска биохемија • Страни језик - Медицинска статистика и информатика • Медицинска хемија - Медицинска научна информатика |
| 3  | Катедра за фармаколошке науке                               | - Фармакологија и токсикологија • Фармацеутска медицина |
| 4  | Катедра за неуропсихијатријске науке                        | - Неурологија • Психијатрија |
| 5  | Катедра за физиолошке науке                                 | - Физиологија • Патолошка анатомија • Имунологија • Трансфузиологија - Ваздухопловна медицина                                                                    |
| 6  | Катедра за интернистичке науке 1                            | - Интерна медицина |
| 7  | Катедра за интернистичке науке 2                            | - Физикална медицина и рехабилитација |
| 8  | Катедра за интернистичке науке 3                            | - Хигијена са медицинском екологијом • Медицина рада • Епидемиологија - Медицинска микробиологија                                                                |
| 9  | Катедра за хируршке науке 1                                 | - Хирургија • Анестезиологија и интензивно лечење |
| 10 | Катедра за хируршке науке 2                                 | - Оториноларингологија са максилофацијалном хирургијом • Орална медицина - Гинекологија и акушерство • Офталмологија                                             |

### Комисија за обезбеђивање квалитета
Ради континуираног обезбеђења квалитета и спровођења поступка самовредновања, Наставно-научно Веће образује Комисију за обезбеђење квалитета. Комисија има најмање пет чланова коју чине представници кадета, наставног и ненаставног особља.
Делокруг рада Комисије је:
- координација поступка самовредновања и оцењивања квалитета студијских програма, наставе и услова рада;
- доношење Акционог плана;
- организација интерне контроле Факултета;
- припрема предлога процедура система квалитета.

### Етички одбор
Етичко одбор је стручно тело Војномедицинске академије, чији је делокруг, састав, начин рада и одлучивања, као и друга питања за рад уређен Пословником о раду.
Он има задатак да разматра етичке аспекте претклиничких и клиничких научних истраживања која се спроводе на Факултету, као и друга питања која се односе на рад наставника, сарадника, кадета и студената, а везана су за питања медицинске етике.

### Кадет продекан
Његова улога је да заступа кадете када је реч о питањима која су од значаја за све аспекте наставе, кадетских права, организовања и активности у настави и ван ње, као и других питања која су од непосредног значаја за рад и живот кадета.
Кадета продекана бира и разрешава Кадетски парламент Факултета, већином гласова свих чланова, а његов мандат траје једну годину, са правом још једног избора, а престаје и раније престанком статуса кадета на студијском програму који се остварује на Факултету.

## Класе кадета
На МФ ВМА Универзитета одбране у Београду школује се укупно 157 кадета у шест класа. 
- Трећа класа је уписана школске 2011/2012. године броји 24 кадета.
- Четврта класа је уписана школске 2012/2013. године броји 29 кадета.
- Пета класа је уписана школске 2013/2014. године броји 28 кадета.
- Шеста класа је уписана школске 2014/2015. године броји 26 кадета.
- Седма класа је уписана школске 2015/2016. године броји 25 кадета.
- Осма класа је уписана школске 2016/2017. године броји 25 кадета.

Од укупног броја кадета, њих 156 су држављани Републике Србије док је једна кадеткиња (страна држављанка) упућено на школовање у складу са међудржавним уговором.